# Municipio de Teloloapan
El Municipio de Teloloapan es uno de los 85 municipios en que se encuentra dividido para su régimen interior el estado mexicano de Guerrero, localizado en el extremo norte del mismo, su cabecera es la ciudad de Teloloapan.

## Geografía
El municipio de Teloloapan se encuentra localizado en la Región Norte del estado de Guerrero, misma que comparte con otros dieciséis municipios y tiene una extensión territorial de 1 116.1 kilómetros cuadrados, sus coordenadas extremas son 18° 10' - 18° 36' de latitud norte y 99° 37' - 100° 06'  de longitud oeste, su altitud fluctúa desde una mínima de 500 huna máxima de 2 000 metros sobre el nivel del mar.
Sus límites corresponde al norte con el municipio de Pedro Ascencio Alquisiras, al noreste con el municipio de Ixcateopan de Cuauhtémoc, al este con el municipio de Taxco de Alarcon y el municipio de Iguala de la Independencia, al sureste con el municipio de Cocula y el municipio de Cuetzala del Progreso, al sur con el municipio de Apaxtla y al oeste con el municipio de Arcelia y el municipio de General Canuto A. Neri; al extremo norte limita con el Estado de México, en particular con el municipio de Amatepec, el municipio de Sultepec y el municipio de Tlatlaya.

## Demografía
De acuerdo con los resultados del Censo de Población y Vivienda de 2010 realizado por el Instituto Nacional de Estadística y Geografía la población total del municipio de Teloloapan es de 53 769 habitantes.

### Localidades
En el censo de 2020 el municipio de Ahuacuotzingo contaba con 154 localidades.
| Código INEGI      | Localidad         | Población (2020) |
| ----------------- | ----------------- | ---------------- |
| 120580001         | Teloloapan        | 25 148           |
| 120580294         | El Pedregal       | 2 801            |
| 120580066         | Oxtotitlán        | 2 053            |
| 120580004         | Acatempan         | 1 301            |
| 120580091         | Tehuixtla         | 1 252            |
| 120580089         | Los Sauces        | 1 121            |
| 120580031         | Coatepec Costales | 1 088            |
| Otras localidades | Otras localidades | 19 053           |
| Total municipal   | Total municipal   | 53 817           |

## Política

### Representación legislativa
Para la elección de diputados locales al Congreso de Guerrero y de diputados federales a la Cámara de Diputados federal, el municipio de Teloloapan se encuentra integrado en los siguientes distritos electorales:
Local:
- Distrito electoral local de 20 de Guerrero con cabecera en Teloloapan,[6] representado por Robell Urióstegui Sotelo (PRD), exalcalde de Teloloapan en el trienio 2015-2018.

Federal:
- Distrito electoral federal 1 de Guerrero con cabecera en Ciudad Altamirano.[7]

### Presidentes municipales
- (2012 - 2015): Ignacio Valladares Salgado (PRD)
- (2015 - 2018): Robell Urióstegui Patiño (PRD)
- (2018 - 2021): Efrén Romero Sotelo (PRD)

## Justicia
El municipio de Teloloapan es cabecera del Distrito Judicial de Aldama, que comprende los municipios de Apaxtla, Cuetzala del Progreso, General Canuto A. Neri, Pedro Ascencio Alquisiras y Teloloapan. La sede del Juzgado Mixto de primera instancia se ubica en la cabecera municipal, Teloloapan.
En materia penal, Teloloapan está en la jurisdicción de la Tercera Sala Penal, con sede en Iguala de la Independencia.